# Sofía de Wurtemberg (1563-1590)
Sofía de Wurtemberg (en alemán, Sophie von Württemberg; Stuttgart, 20 de noviembre de 1563-Vacha, 21 de julio de 1590) fue una noble alemana de la Casa de Wurtemberg, y por matrimonio duquesa de Sajonia-Weimar.

## Familia
Nacida en Stuttgart, era la menor de los doce hijos nacidos del matrimonio del duque Cristóbal de Wurtemberg y de su esposa, Ana María de Brandeburgo-Ansbach. De los once hermanos mayores, nueve alcanzaron la edad adulta: Everardo, príncipe heredero de Wurtemberg; Eduviges (por matrimonio landgravina de Hesse-Marburgo); Isabel (por sus dos matrimonios condesa de Henneberg-Schleusingen y condesa palatina de Veldenz-Lauterecken); Sabina (por matrimonio landgravina de Hesse-Kassel); Emilia (por matrimonio condesa palatina de Simmern-Sponheim); Leonor (por sus dos matrimonios princesa de Anhalt y landgravina de Hesse-Darmstadt); Luis III, duque de Wurtemberg; Dorotea María (por matrimonio condesa palatina de Sulzbach); y Ana (por sus dos matrimonios duquesa de Oława y Legnica).

## Matrimonio y descendencia
En Weimar, el 5 de mayo de 1583, Sofía contrajo matrimonio con el duque Federico Guillermo I de Sajonia-Weimar. Tuvieron seis hijos, de los cuales solo dos alcanzaron la madurez:
1. Dorotea María (Weimar, 8 de mayo de 1584-ibidem, 9 de septiembre de 1586).
2. Juan Guillermo (Weimar, 30 de junio de 1585-ib., 23 de enero de 1587), príncipe heredero de Sajonia-Weimar.
3. Federico (Weimar, 26 de septiembre de 1586-ib., 19 de enero de 1587).
4. Dorotea Sofía (Weimar, 19 de diciembre de 1587-ib., 10 de febrero de 1645), princesa-abadesa de Quedlinburg en 1618.
5. Ana María (Weimar, 31 de marzo de 1589-Dresde, 15 de diciembre de 1626).
6. Niño nacido muerto (Vacha, 21 de julio de 1590).

Sofía murió en Vacha a la edad de 26 años, debido a complicaciones de su último parto. Fue enterrada en la Iglesia de la Ciudad de San Pedro y Pablo (Stadtkirche St.Peter und Paul), en Weimar.